# ジミー・ブラード
ジェームス・リチャード・"ジミー"・ブラード（James Richard "Jimmy" Bullard, 1978年10月23日 - ）は、イングランド・イースト・ハム出身の元サッカー選手、現サッカー指導者。現役時代のポジションはMF。
気持ちのこもったプレーを見せ、サポーターからの人気がとても高い選手であった。ハードなタックルを身上とする一方で、強烈なキックも持ち合わせていた。

## 経歴
2006年4月、プレミアリーグ初挑戦ながら旋風を巻き起こしたウィガン・アスレティックFCからフラムFCへ、移籍金250万ポンドで移籍した。
2006-07シーズン、開幕戦からスターティングメンバーで出場。同試合こそマンチェスター・ユナイテッドFCに大敗するも、2戦目のボルトン・ワンダラーズFC戦、3戦目のシェフィールド・ユナイテッドFC戦と、2試合連続でゴールを決める活躍を見せる。しかし、4戦目となったニューカッスル・ユナイテッドFC戦でスコット・パーカーのタックルを膝に受け、大怪我を負う。当初は全治6週間から8週間と見られていたが、実際には膝の十字靭帯を断裂しており全治9ヶ月であった。この怪我のため、開幕したばかりのシーズンを完全に棒に振ってしまった。
ブラードが戻って来たのは翌2007-08シーズン、2008年2月のウェストハム・ユナイテッドFC戦。実に1年半ぶりのピッチだった。ブラードの復帰前までフラムは21試合を戦ってわずか2勝と、降格の危機にあった。しかし、この復帰を起爆剤としてフラムは残りの17試合で6勝を挙げた。最終節の結果如何で2部降格の可能性があったが、そのポーツマスFC戦でブラードはダニー・マーフィーのゴールをアシストし、1-0で勝利。最終的にフラムは17位でシーズンを終え、1部に残留した。
ブラードの祖母がドイツ人のため、ドイツ代表に招集されるのではないか、との話が持ち上がったこともあった。2008年9月、2010 FIFAワールドカップ・ヨーロッパ予選のアンドラ戦・クロアチア戦に向けて、イングランド代表監督のファビオ・カペッロはブラードを招集。29歳10ヶ月での代表初招集となった。
2009年1月、ハル・シティAFCにクラブ移籍最高額である500万ポンド（約6億1000万円）で移籍。
2012年10月2日、膝の慢性的な故障により引退を表明。
2016年9月17日、イスミアンフットボールリーグ・プレミアディヴィジョンのリアザーヘッドFCに指揮官として招聘された。

## 所属クラブ
- グレイヴズエンド&ノースフリートFC 1998-1999
- ウェストハム・ユナイテッドFC 1999-2001
- ピーターバラ・ユナイテッドFC 2001-2003
- ウィガン・アスレティックFC 2003-2006
- フラムFC 2006-2009.1
- ハル・シティAFC 2009.1-2011

→  イプスウィッチ・タウンFC 2011.1-2011.4 (loan)
- イプスウィッチ・タウンFC 2011-2012
- ミルトン・キーンズ・ドンズFC 2012

## タイトル

### クラブ
ウィガン
- フットボールリーグ・セカンドディヴィジョン : 2002-03

### 個人
- プレミアリーグ月間最優秀選手 : 2009.11